# 维也纳大学东亚研究系
维也纳大学东亚研究系（德文：Institut für Ostasienwissenschaften；英文：Department of East Asian Studies）是维也纳大学语言文化学院下设的十三个学系之一，也是德语世界的汉学研究重镇。

## 历史沿革
2000年1月1日成立，原为汉学和日本学研究所（Instituten für Japanologie und Sinologie gegründet）。

## 机构设置
目前四个部门是：
- 日本学（Japanologie）
- 汉学（Sinologie）
- 韩国学（Koreanologie）
- 东亚经济与社会（Wirtschaft und Gesellschaft Ostasiens；East Asian Economy and Society, EcoS）[1]

## 学术期刊
- 《维也纳东亚学刊》（Vienna Journal of East Asian Studies），自2009年起发行，拒稿率66%。[2]